# Terlipressin
Terlipressin ist ein Prodrug und synthetisches Analogon von Vasopressin. Es handelt sich um ein in der Hypophyse wirksames Peptidhormon. Es unterscheidet sich vom Vasopressin um vier Aminosäuren, in seiner Wirkdauer und in seiner Verstoffwechslung.

## Eigenschaften
Terlipressin ist ein Prodrug des Lysin-Vasopressins, das durch Abspaltung von drei Glycinresten langsam freigesetzt wird. Dadurch erhöht sich die Wirkdauer. An erster Stelle wirkt Terlipressin kontrahierend auf die glatte Muskulatur der abdominellen Organe und des Gefäßsystems. Das bedeutet, es kommt zur Kontraktion der Gefäße und Kontraktion des Gastrointestinaltrakts, wodurch die Peristaltik gefördert wird, sowie zur Kontraktion der gynäkologischen Organe.
Die terminale Halbwertszeit von Terlipressin beträgt 0,9 Stunden und von Lysin-Vasopressin 3,0 Stunden.

## Anwendung
Terlipressin wird insbesondere eingesetzt zur Behandlung von Ösophagusvarizenblutungen sowie in der Notfallbehandlung des hepatorenalen Syndroms (Typ I), gekennzeichnet durch spontanes akutes Nierenversagen, die als Komplikationen der Leberzirrhose auftreten können. Es wirkt hier vornehmlich über eine Senkung der Durchblutung im Splanchnikusgebiet, was zu einer konsekutiven Senkung des Pfortaderdrucks führt und damit das Risiko einer Ösophagusvarizenblutung vermindert. Im septischen Schock wird es im Gegensatz zum Vasopressin nicht eingesetzt. Gegen den Einsatz im septischen Schock sprechen inzwischen auch die internationalen Leitlinien (SSC 2021). Außerdem wirkt es wie das Vasopressin leicht antidiuretisch.
Es wird als Terlipressindiacetat-Pentahydrat (bezeichnet auch als TGLVP, N-α-Triglycyl-8-Lysin-Vasopressindiacetat-Pentahydrat), aufgelöst in Natriumchloridlösung, parenteral verabreicht.

## Anwendungsbeschränkungen
Nicht angewendet werden darf Terlipressin bei septischem Schock bei Patienten mit geringer kardialer Leistung, bei Patienten mit anhaltender koronarer, peripherer oder mesenterialer Ischämie sowie bei ischämischer kardiovaskulärer Erkrankung in der Anamnese.
Bei Hypertonie, fortgeschrittene Arteriosklerose, fortgeschrittene pAVK, Asthma bronchiale und in der Stillzeit bestehen Anwendungsbeschränkungen.

## Nebenwirkungen
Die häufigsten Nebenwirkungen sind krampfartige Bauchschmerzen, Übelkeit, Diarrhö, Hypertonie, Hypotonie, periphere Ischämie, Arrhythmien, Bradykardie, Tachykardie, Ischämiezeichen im EKG, Hautblässe, krampfartige Unterleibsschmerzen (bei Frauen) und Hyponatriämie.
Wechselwirkungen werden auch besonders in Kombination mit bradykardisierenden Medikamenten erwartet (z. B. Propofol, Sufentanil). In solchen Fällen sind schwere Bradykardien möglich.

## Handelsnamen
Glycylpressin (D, A, CH), Haemopressin (D, A, CH), Terlivaz (USA)